# Siné
Siné, pseudoniem van Maurice Sinet (Parijs, 31 december 1928 – Parijs, 5 mei 2016), was een Frans politiek cartoonist.

## Biografie
Maurice Sinet werd geboren in 1928. In 1952 publiceerde hij voor het eerst in het Franse blad France Dimanche. In de jaren '50 werd hij politiek cartoonist voor L'Express. Hij was een tegenstander van de kolonisatie van Algerije door Frankrijk en uitte dat ook in zijn cartoons. Hiervoor werd hij verschillende keren aangeklaagd. Hij werd verdedigd door Jacques Vergès.
Sinet zou in de toekomst nog meer ophef veroorzaken met zijn anarchistische, antisemitische en anti-kerkelijke cartoons. Hij tekende ook voor Private Eye en Charlie Hebdo.
Hij overleed in 2016 op 87-jarige leeftijd.
- Bibliothèque nationale de France: cb11924899b (data)
- Gemeinsame Normdatei: 118765582
- International Standard Name Identifier: 0000 0001 2125 8367
- Library of Congress Control Number: n82066822
- MusicBrainz: 821426f3-56f1-40ad-b296-5f9569a54c96
- Bibliotheek van het Japanse parlement: 00456685
- Nationale Bibliotheek van Tsjechië: xx0156383
- Nationale Bibliotheek van Israël: 987007268266505171
- Nederlandse Thesaurus van Auteursnamen: 330189689
- RKD-Nederlands Instituut voor Kunstgeschiedenis: 72797
- Système universitaire de documentation: 027139948
- Union List of Artist Names: 500350462
- Virtual International Authority File: 29540783
- WorldCat: E39PBJgH8PRqpgvjRjyvYwdbBP

1. ↑  matchID; geraadpleegd op: 31 december 2022; Fichier des personnes décédées-identificatiecode: 0Cm5Kth2pjaC.
2. ↑  https://www.lemonde.fr/culture/article/2016/05/05/le-caricaturiste-sine-est-mort-a-l-age-de-87-ans_4914318_3246.html.